# بو هولمزتروم
بو هولمزتروم (بالسويدية: Bo Holmström)‏ هو صحفي سويدي، ولد في 18 أكتوبر 1938 في ستوكهولم في السويد، وتوفي في 13 أكتوبر 2017 في Vagnhärad ‏ في السويد بسبب غنغرينا.

## وصلات خارجية
- بو هولمزتروم على موقع IMDb (الإنجليزية)
- بو هولمزتروم على موقع قاعدة بيانات الأفلام السويدية (السويدية)
- بو هولمزتروم على موقع ديسكوغز (الإنجليزية)
- بو هولمزتروم على موقع قاعدة بيانات الفيلم (الإنجليزية)
- بو هولمزتروم على موقع كينوبويسك (الروسية)